# Nie igra się z miłością
Nie igra się z miłością (oryg. fr. On ne badine pas avec l'amour) – dramat autorstwa Alfreda de Musset z 1834.

## Treść
Dwudziestojednoletni szlachcic Oktaw wraca do zamku swojego ojca - Barona - po ukończeniu studiów i uzyskaniu czterech tytułów doktorskich. W tym samym czasie w majątku zjawia się jego kuzynka Kamilla, która ukończyła naukę w klasztorze. Baron planuje zaaranżować ich małżeństwo.
Oktaw szczerze pragnie ożenić się z Kamillą, którą poznał jeszcze jako dziecko, i której nie widział przez dziesięć lat. Dziewczyna jednak zamierza złożyć śluby zakonne. W klasztorze poznała bowiem wiele mniszek oszukanych przez mężczyzn, które wstąpiły do zakonu z powodu doznanych od nich krzywd. Nie ufa więc mężczyznom. W imieniu wszystkich porzuconych kobiet chce zemścić się na "reprezentancie mężczyzn" - Oktawie, raniąc jego miłość, zwłaszcza gdy przekonuje się, że miał on już wiele kochanek i prowadzi swobodny tryb życia. Swoje zachowanie opisuje w liście do przyjaciółki, zakonnicy Luizy. List ten przejmuje Oktaw, który postanawia z kolei zranić Kamillę. Zaczyna zalecać się do jej mlecznej siostry, chłopskiej dziewczyny Rozalki, która zaczyna darzyć go szczerym uczuciem. Dowiedziawszy się o tym, Kamilla spotyka się z Rozalką i przedstawia jej prawdziwe zamiary Oktawa. Umożliwia jej podsłuchanie rozmowy, z której jasno wynikają motywy zachowania Oktawa. Następnie prowadzi kuzyna do zemdlonej dziewczyny i żąda od niego, by ożenił się z nią, zgodnie ze złożoną obietnicą.
Kamilla, zrozpaczona z powodu utraty Oktawa, udaje się na modlitwę do zamkowej kaplicy. Idzie tam również młodzieniec, który wyznaje jej miłość. Dochodzą do wniosku, iż powinni być razem, gdyż o tym właśnie marzyli. Okazuje się jednak, że rozmowę słyszała Rozalka, która na widok całującej się pary umarła z rozpaczy. Widząc martwą dziewczynę, Kamilla żegna Oktawa na zawsze.

## Cechy utworu
Dramat Nie igra się z miłością jest klasyfikowany jako przysłowie - krótka sztuka, której treść ilustruje jedno z popularnych przysłów. Jego odgadnięcie jest zadaniem widza po zakończonym spektaklu. Jest to pierwszy utwór reprezentujący ten gatunek w twórczości Musseta.
Równocześnie Nie igra się z miłością uważa się za typową francuską komedię romantyczną, łączącą elementy komiczne z tragicznymi. Funkcję komiczną w dziele spełniają drugoplanowe, luźno związane z głównym wątkiem postacie proboszcza, nauczyciela Oktawa, Barona i panny Pluche. Relacje Oktawa, Kamilli i Rozalki są natomiast ukazane w sposób poważny i kończą się tragicznie. Konflikt zawarty w utworze - nieporozumienia między zakochanymi - przypomina twórczość Marivaux i francuską komedię klasycystyczną. W odróżnieniu jednak od reprezentujących ją dzieł, które zawsze kończyły się małżeństwem zakochanych, Nie igra się z miłością ma tragiczny finał. Takie zestawienie elementów komedii i tragedii znajduje uzasadnienie w poglądach autora. Musset uważał bowiem, iż niestałość człowieka, brak odpowiedzialności za własne czyny, upór i przesadna miłość własna są przyczynami nieszczęść jednostek oraz osób z nimi związanych. Kamilla i Oktaw są przykładem osób, które z powodu wymienionych cech nie tylko komplikują sobie życie, ale i doprowadzają do śmierci osobę niewinną.
Czas i miejsce akcji mają charakter umowny. Na podstawie wypowiedzi jednej z bohaterek dzieła, Kamilli, możliwe jest wywnioskowanie, iż wydarzenia mają miejsce przed rewolucją francuską. Miejscem akcji jest zamek Barona oraz przylegająca do niego wieś - bez sprecyzowania regionu. Wynika to z faktu, iż Musset sceptycznie odnosił się do postulowanego przez współczesnych mu twórców romantycznych wprowadzania do dzieł "kolorytu lokalnego" i oddawania realiów obyczajowych minionych epok. Uważał bowiem, iż odtwarzanie takie prowadzi jedynie do kreacji naiwnych, powierzchownych obrazów, zaś najważniejszym elementem literatury jest odtwarzanie uczuć człowieka.
Nie igra się z miłością porusza problem społeczny - uwiedzenie naiwnej dziewczyny wiejskiej przez młodego szlachcica, potraktowanie jej w sposób instrumentalny. Musset upatruje jednak głównej przyczyny nieszczęść człowieka w jego charakterze, zaś czynniki społeczne uważa jedynie za im sprzyjające, nie zaś decydujące o ich występowaniu. Czynnikiem, który decyduje o zachowaniu Kamilli i Oktawa jest "choroba wieku" – brak wiary w jakiekolwiek wartości, świadomość pozbawienia celu w życiu z powodu niekorzystnej sytuacji społecznej, wewnętrzna chwiejność i pesymizm. Oktaw pragnie żyć pełnią życia, jednak siebie i innych ludzi postrzega w sposób skrajnie pesymistyczny. Pod wpływem swojego dotychczasowego otoczenia nauczył się żyć i odczuwać w sposób powierzchowny. Z kolei Kamilla została uformowana przez wychowanie w klasztorze, gdzie zakonnice, oddane do zakonu wbrew własnej woli, z powodów majątkowych, wpoiły jej nienawiść do mężczyzn i wewnętrzną gorycz.
Specyficznym zabiegiem jest wprowadzenie do utworu chóru wieśniaków, pełniącego dwojaką rolę - wyraziciela opinii publicznej oraz grupy komentującej wygląd i zachowanie drugoplanowych postaci. Kwestie chóru, opisującego w podniosły sposób wymienionych osób, utrzymane są w poetyce heroikomicznej.